# Sumpigaster brunnea
Sumpigaster brunnea är en tvåvingeart som först beskrevs av Louis-Paul Mesnil 1952.  Sumpigaster brunnea ingår i släktet Sumpigaster och familjen parasitflugor.
Artens utbredningsområde är Kongo. Inga underarter finns listade i Catalogue of Life.